# Ballata (Holmboe)
Ballata (Nederlands: Ballade) is een compositie van Vagn Holmboe.
Holmboe schreef dit kleine rapsodisch werk in een combinatie van Noordse muziek en Roemeense volksmuziek. Collega Svend Erik Tarp noemde het Roemeense ritmes uit Horsens. Het bestaat uit een prelude ("con moto") en het hoofddeel (Allegretto - quieto - vivace). Holmboe schreef het als pianokwartet voor viool, altviool, cello en piano. De piano is daarbij min of meer herkenbaar als solist, want de componist bouwde een cadens voor dat instrument in.
Dacapo Records nam Ballata op in het kader van twee uitgaven van vergeten kamermuziek van de Deense componist. 